# Jésus parmi les docteurs

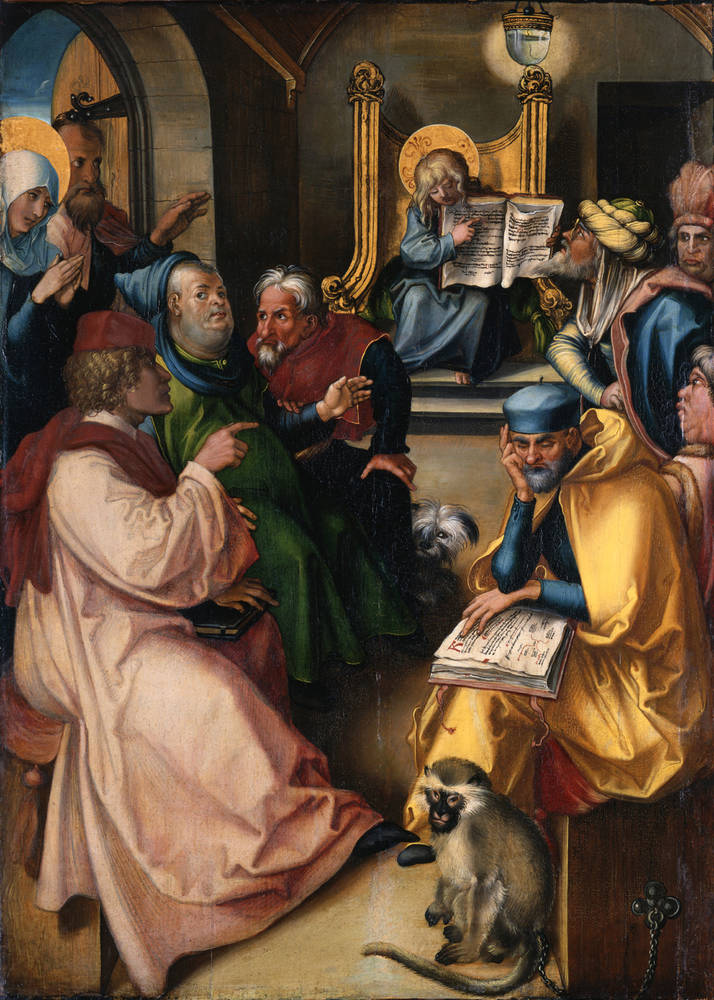
Albrecht Dürer, Jésus parmi les docteurs, panneau du Polyptyque des Sept Douleurs (1494-1497), Gemäldegalerie Alte Meister, Dresde.

Jésus parmi les docteurs, également appelé le recouvrement de Jésus au Temple, la découverte de Jésus dans le Temple ou encore les retrouvailles au Temple, est un épisode du début de la vie de Jésus représenté dans l'Évangile selon Luc. Il est le seul événement de la fin de l'enfance de Jésus mentionné dans un Évangile.

## Récit évangélique
L'épisode est décrit dans Luc 2, 41-52. En pèlerinage à Jérusalem, selon « la coutume de la fête » – c'est-à-dire la Pâque, Jésus, âgé de douze ans, accompagne Marie et Joseph, ainsi qu'un grand groupe de personnes composé de leur famille et de leurs amis. 
« Les parents de Jésus allaient chaque année à Jérusalem, à la fête de Pâque.
Lorsqu’il fut âgé de douze ans, ils y montèrent, selon la coutume de la fête.
Puis, quand les jours furent écoulés, et qu’ils s’en retournèrent, l’enfant Jésus resta à Jérusalem. Son père et sa mère ne s’en aperçurent pas.
Croyant qu’il était avec leurs compagnons de voyage, ils firent une journée de chemin, et le cherchèrent parmi leurs parents et leurs connaissances.
Mais, ne l’ayant pas trouvé, ils retournèrent à Jérusalem pour le chercher.
Au bout de trois jours, ils le trouvèrent dans le temple, assis au milieu des docteurs, les écoutant et les interrogeant.
Tous ceux qui l’entendaient étaient frappés de son intelligence et de ses réponses.
Quand ses parents le virent, ils furent saisis d’étonnement, et sa mère lui dit : Mon enfant, pourquoi as-tu agi de la sorte avec nous ? Voici, ton père et moi, nous te cherchions avec angoisse.
Il leur dit : Pourquoi me cherchiez-vous ? Ne saviez-vous pas qu’il faut que je m’occupe des affaires de mon Père ?
Mais ils ne comprirent pas ce qu’il leur disait.
Puis il descendit avec eux pour aller à Nazareth, et il leur était soumis. Sa mère gardait toutes ces choses dans son cœur.
Et Jésus croissait en sagesse, en stature, et en grâce, devant Dieu et devant les hommes. »
Plus tard, l'histoire a été légèrement étayée dans la littérature, notamment dans l'Évangile de l'enfance selon Thomas (19, 1-12), apocryphe du IIe siècle.

## Dans l'art

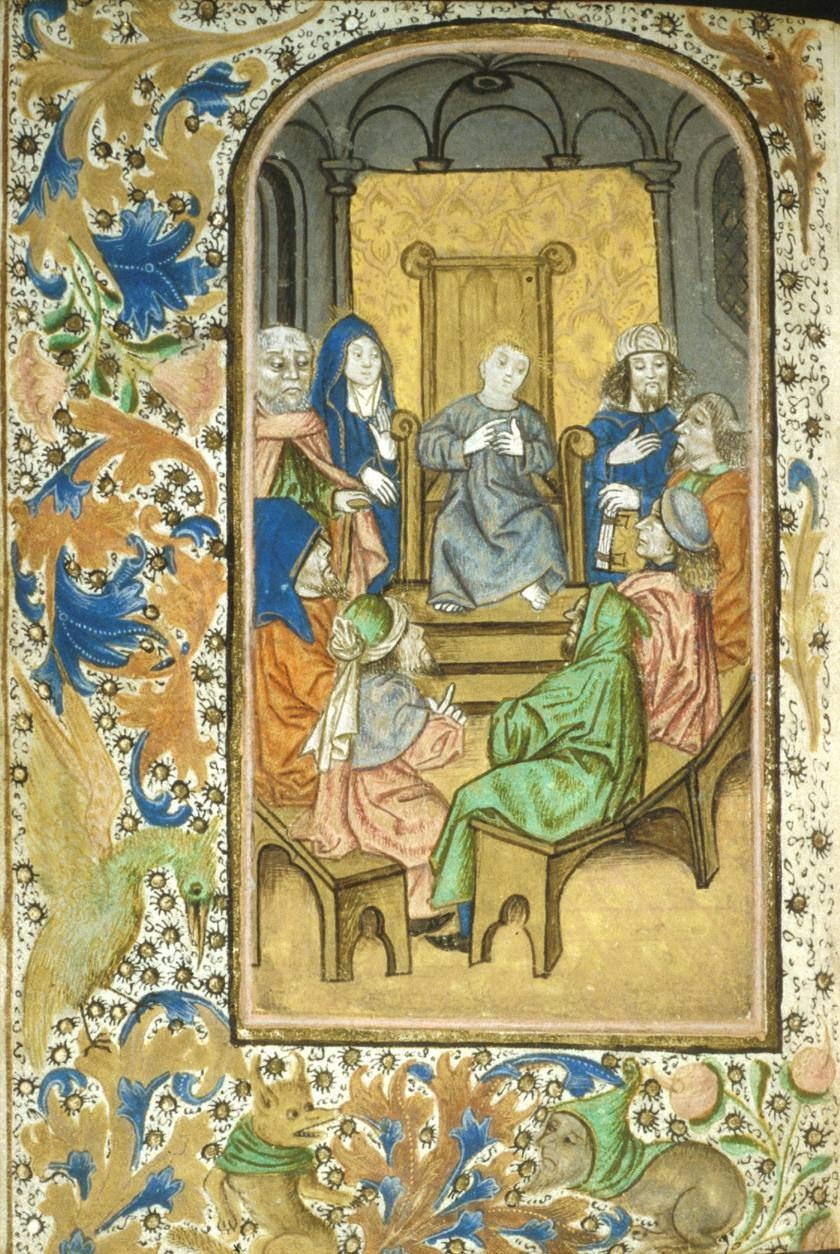
Page de livre d'heures du XVe siècle.

L'épisode est fréquemment représenté dans l'art, et est une composante commune dans les cycles de la Vie de la Vierge ainsi que la Vie du Christ. Dans les premières représentations chrétiennes, Jésus est généralement représenté au centre, assis sur un dais élevé entouré par les anciens, qui sont souvent sur des bancs. Le geste habituellement fait par Jésus, montrant son pouce levé, peut être un geste rhétorique classique exprimant l'acte d'exposer un texte. Ces représentations dérivent des compositions picturales classiques de professeurs de philosophie ou de rhétorique avec leurs élèves, et sont semblables aux représentations médiévales des conférences universitaires contemporaines. Cette composition picturale peut apparaître jusqu'à l'époque d'Ingres et au-delà. Durant la période du haut Moyen Âge, le moment habituellement représenté est la découverte en elle-même, par l'inclusion de, initialement, Marie, et plus tard de Joseph, habituellement à la gauche de la scène. Typiquement, l'objet des discussions entre Jésus et les docteurs n'est pas encore relevé. À partir du XIIe siècle Jésus est souvent assis dans un grand fauteuil en forme de trône, tenant parfois un livre ou un rouleau, laissant penser un débat sur les écritures.
Dans les représentations du bas Moyen Âge, les docteurs, portent ou consultent maintenant souvent de grands ouvrages. Ils possèdent parfois des caractéristiques juives et ont un caractère ouvertement antisémite.
À partir des avancées techniques de la Haute Renaissance, de nombreux peintres ont montré un « avant-plan » de la scène, avec Jésus étroitement entouré de savants gesticulant, comme dans les deux principales versions de Dürer, celles de Madrid et de Dresde. Rembrandt, qui aimait dans divers sujets dépeindre des sages juifs dans le Temple, fait trois gravures à l'eau-forte du sujet (Bartsch 64-66) ainsi qu'une scène beaucoup plus inhabituelle de « Jésus revenant du Temple avec ses parents » (B 60). Le peintre préraphaélite William Holman Hunt peint une version appelée la Découverte du Sauveur dans le Temple, maintenant à Birmingham, comme un certain nombre de ses œuvres sur la vie de Jésus, pour lesquels il s'est rendu en Terre Sainte pour étudier les détails locaux.
Le sujet a attiré quelques artistes depuis le XIXe siècle, et l'une des dernières représentations notables est la version peinte par Han van Meegeren, en imitant Vermeer, devant la police néerlandaise, afin de démontrer que les tableaux qu'il avait vendus à Hermann Göring étaient également faux.

## Galerie

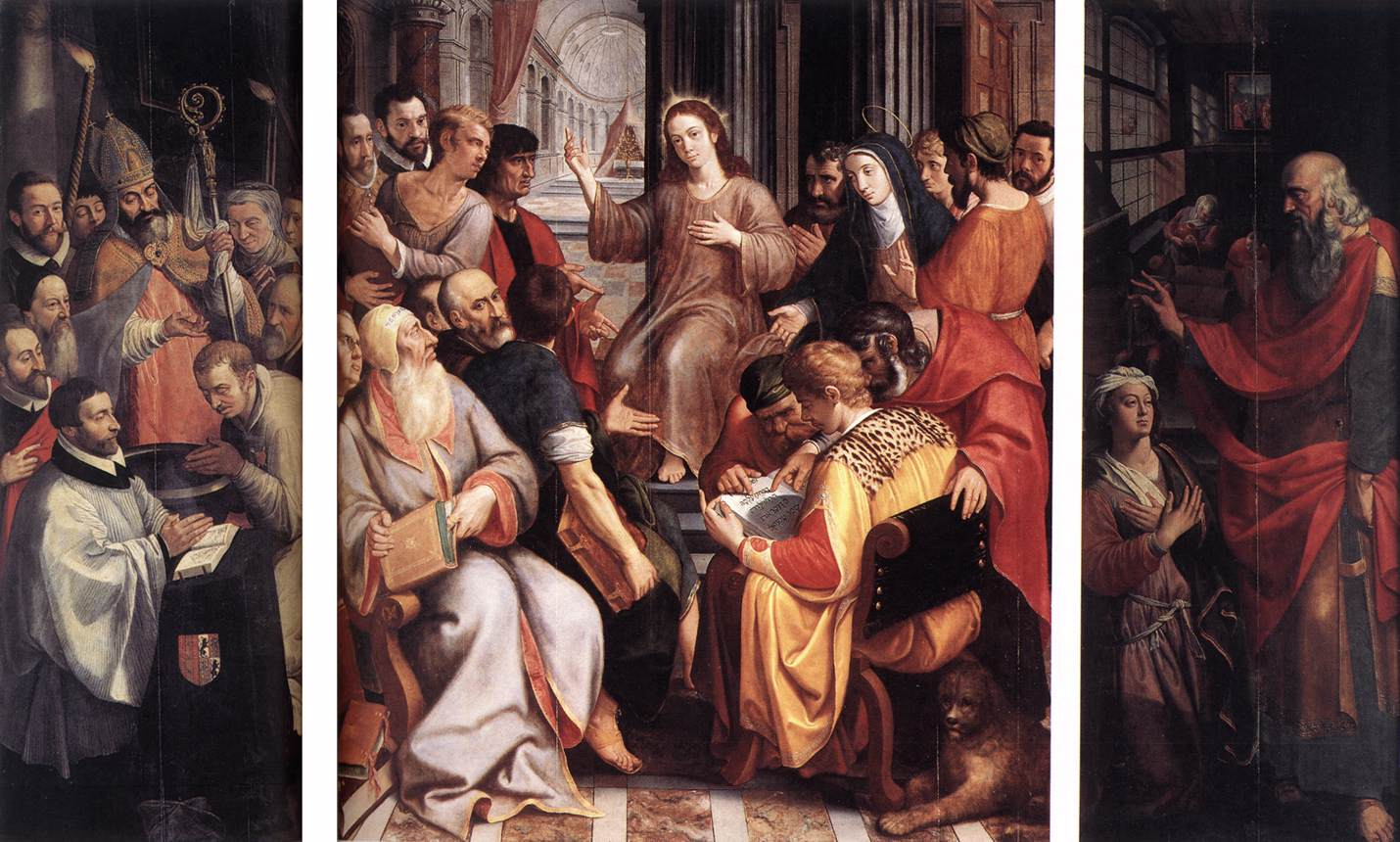
Frans Francken II, Jésus parmi les docteurs
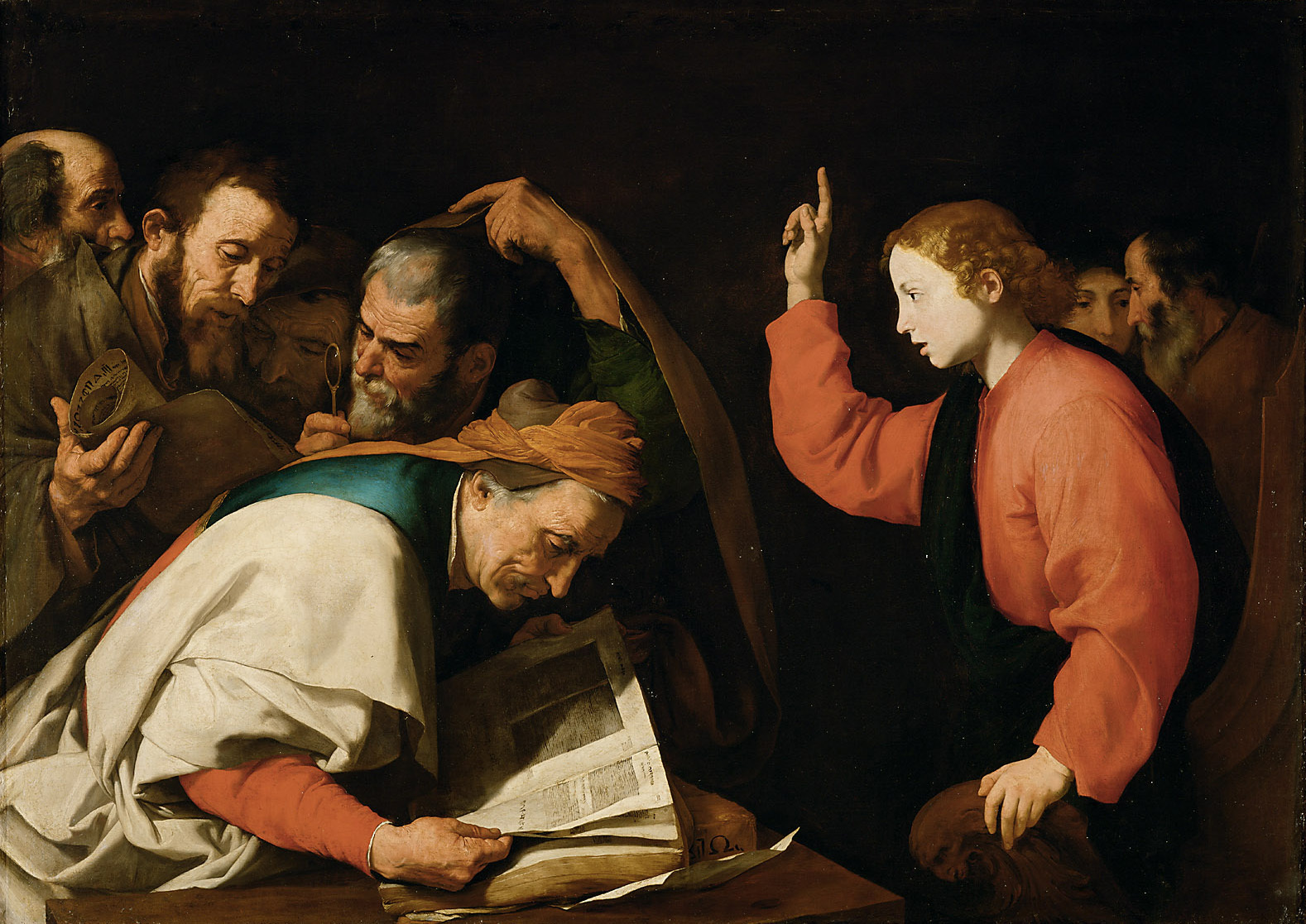
Jésus parmi les docteurs, peinture d'un suiveur de José de Ribera
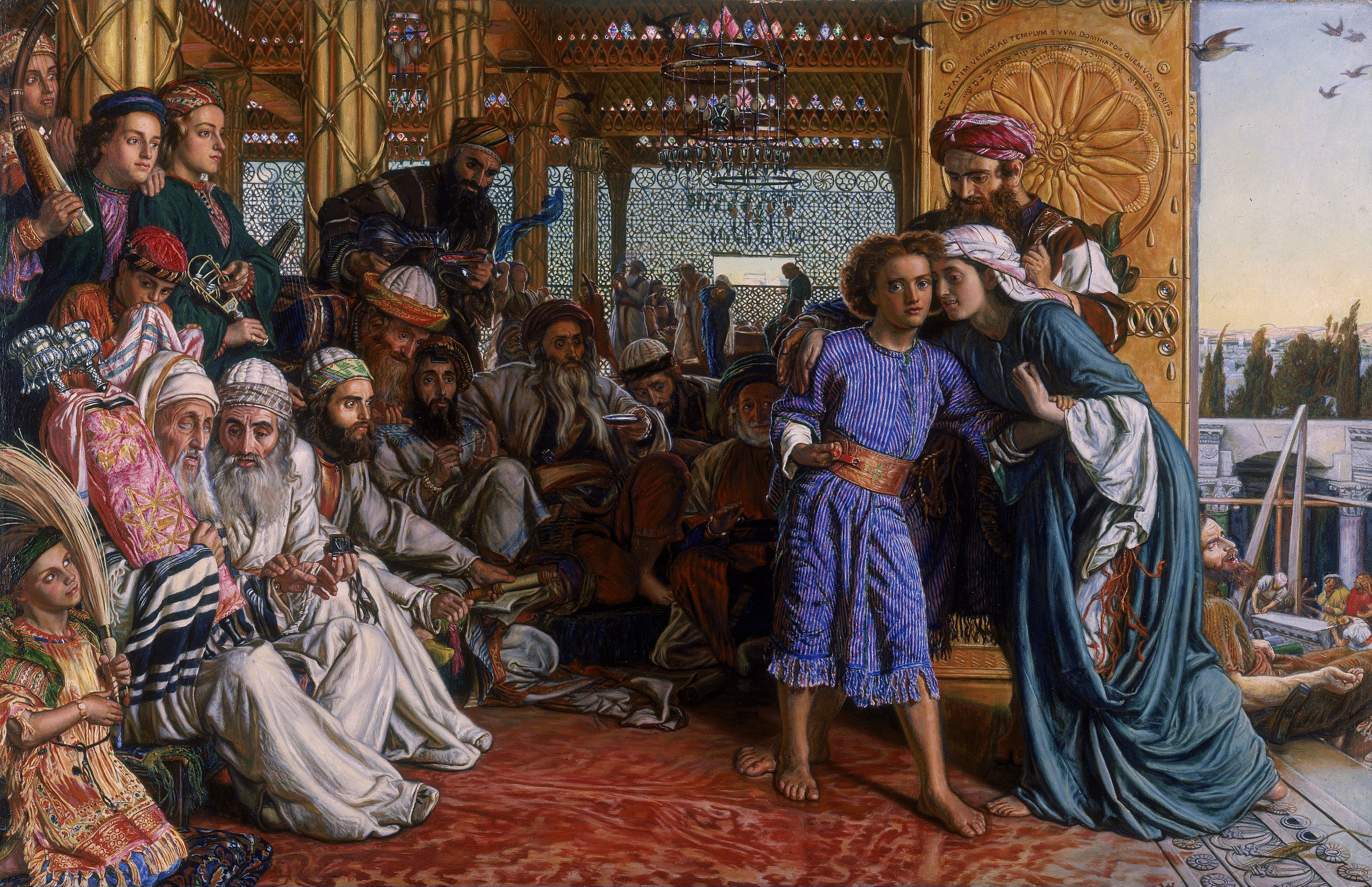
William Holman Hunt, Découverte du Sauveur dans le Temple, 1860
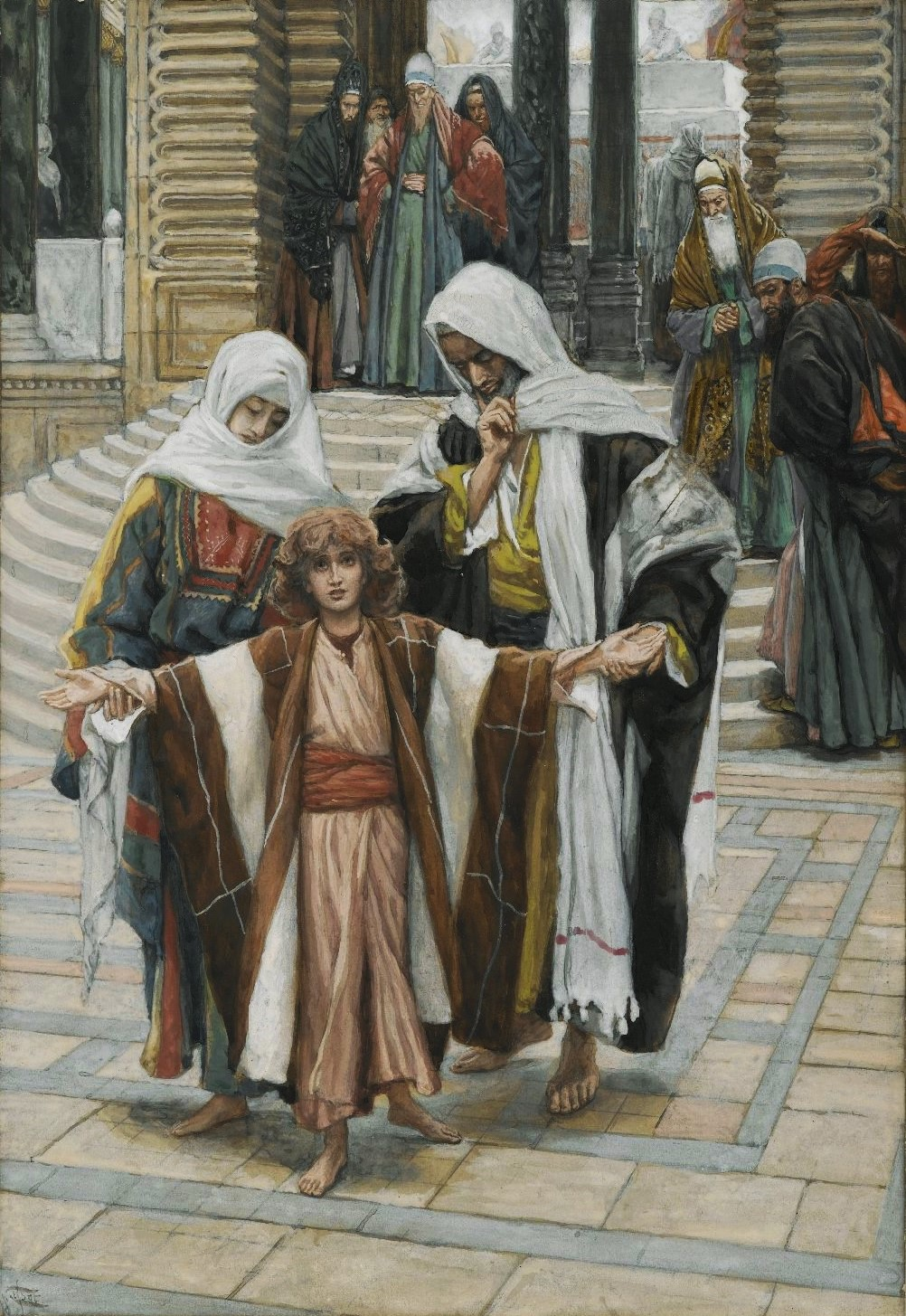
James Tissot, Jesus Found in the Temple (Jésus retrouvé dans le Temple), Brooklyn Museum
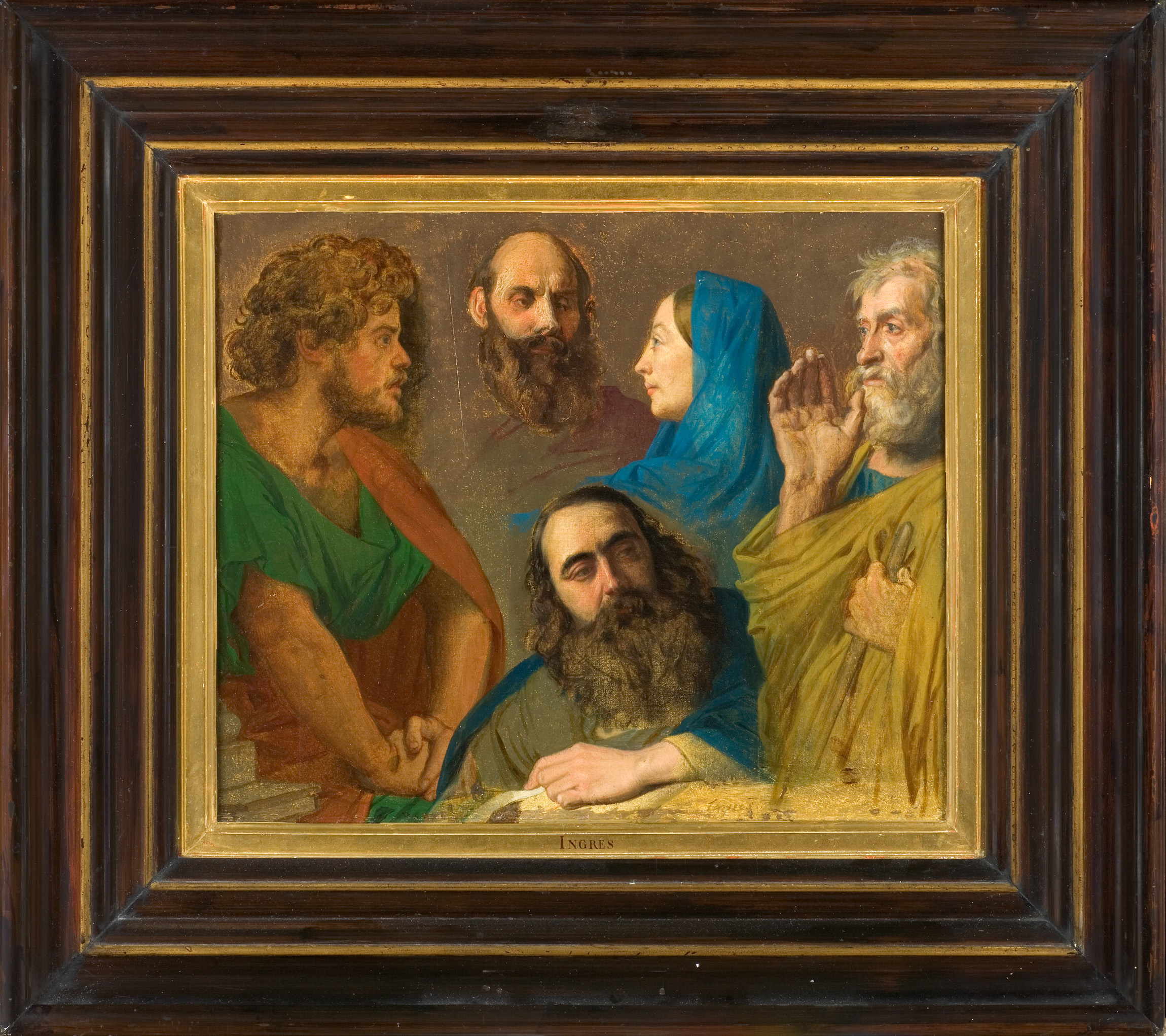
Jean-Auguste Dominique Ingres, Étude pour "Jésus au milieu des docteurs", 1862. Musée Fabre, Montpellier.